# 蔣瑤
蔣瑤（1469年—1557年），字粹卿，號石菴，浙江承宣布政使司湖州府歸安縣（今浙江省湖州市）人，明朝政治人物，弘治己未進士，嘉靖時官至工部尚書。

## 生平
弘治十一年（1498年）戊午科浙江鄉試第二十七名舉人，弘治十二年（1499年）聯捷己未科進士，授行人司行人。弘治十八年（1505年）十一月，选授南京山西道試御史。正德年間，歷任兩京監察御史。正德六年（1511年）七月，陳時弊七事，有旨詰問。出爲湖廣荊州府知府，調直隸揚州府知府。升陝西右參政。
嘉靖初年，歷官湖廣布政使、江西布政使，以都察院右副都御史、巡撫河南。累官至工部尚書，加太子少保。因丁憂去官，久之，起用南京工部尚書，召改北京工部尚書。以年老致仕。
蔣瑤歸鄉，家居僻巷。與尚書劉麟、顧應祥等人結「峴山逸老社」，放浪形骸于山水間。卒年八十九歲。贈太子太保，諡恭靖。

## 事跡
武宗南巡經過揚州，蔣瑤作為知府，僅提供取具，無所餽贈。群奸寵官員極度不滿。江彬欲奪民宅為威武副將軍府，遭到蔣瑤反對。武宗在揚州期間，蔣瑤多次抵制朝廷索求。武宗北返，蔣瑤隨即被太監逮捕，數日後在臨清釋放返回。揚州百姓再次看到蔣瑤，無不感慨哭泣。蔣瑤揚州百姓爭相出資，建生祠祭祀，蔣瑤因此名聲大震。
嘉靖時，西苑宮殿建成，世宗設宴款待群臣，在看到蔣瑤與王時中的席位在殿外，命移到殿內，而親自將皇親的位置設于殿右以讓空位給蔣瑤，并稱：「親親不如尊賢」。

## 家族
曾祖蒋毅；祖蒋显；父蒋銮。母姚氏。具庆下。兄蒋琼。

## 延伸阅读
[在维基数据编辑]
 《國朝獻徵錄·卷之五十》，出自焦竑《國朝獻徵錄》
 《明史卷一百九十四》，出自《明史》
 在维基共享资源阅览影像
| 官衔          | 官衔                             | 官衔          |
| ------------- | -------------------------------- | ------------- |
| 前任： 邊貢   | 明朝荊州府知府 正德年間          | 繼任： 姚隆   |
| 前任： 李師儒 | 明朝扬州府知府 正德十二年-十六年 | 繼任： 彭大治 |
| 前任： 章拯   | 明朝工部尚書 1530年-1532年       | 繼任： 趙璜   |
| 前任： 楊志學 | 明朝工部尚書 1538年-1540年       | 繼任： 甘為霖 |